# بزرگترین سرقت دارودسته ینسون
بزرگ‌ترین سرقت دارودستهٔ ینسون (سوئدی: Jönssonligans största kupp) یک فیلم در ژانر کمدی است که در سال ۱۹۹۵ منتشر شد. از بازیگران آن می‌توان به استلان اسکاشگورد، پتر هابر، برگیتا آندرسون، یان میبراند، بیورن گوستافسون، ویرون هولمبری، ایوون خالسکه و ماچئی کوزووفسکی اشاره کرد.